# Stênio Júnior
Stênio Júnior (* 10. Juni 1991 in Fortaleza), mit vollständigen Namen Stênio Marcos da Fonseca Salazar Júnior, ist ein brasilianischer Fußballspieler.

## Karriere
Stênio Júnior spielte von 2011 bis Januar 2013 bei den brasilianischen Vereinen des Horizonte FC und AD São Benedito. Im Februar 2013 ging er nach Europa, wo er in Bulgarien einen Vertrag beim Erstligisten Litex Lowetsch unterschrieb. Am 1. Juli 2013 wechselte er auf Leihbasis zum FK Pelister Bitola nach Nordmazedonien. Der Verein spielte in der ersten Liga, der Prva Makedonska Liga. Für den Klub aus Bitola absolvierte er 16 Erstligaspiele. Nach der Ausleihe kehrte er zu Litex zurück. Nach Vertragsende ging er wieder nach Nordmazedonien. Dort unterschrieb er einen Vertrag beim KF Shkëndija. Mit dem Verein aus Tetovo spielte er bis Januar 2020 insgesamt 170-mal in der ersten Liga. 2018 und 2019 feierte er mit dem Verein die mazedonische Meisterschaft. Den mazedonischen Pokal gewann er 2016 und 2018. Im Januar 2020 zog es ihn nach Lettland, wo er bis Mitte September 2020 beim Erstligisten FK Riga in der Hauptstadt Riga spielte. Für den Hauptstadtverein stand er elfmal in der ersten Liga auf dem Spielfeld. Von Mitte September 2020 bis Mitte Januar 2021 war er vertrags- und vereinslos. Am 15. Januar 2021 nahm ihn der albanische Erstligist FK Partizani Tirana aus Tirana unter Vertrag. Für Tirana absolvierte er 49 Erstligaspiele. Im Sommer 2022 ging er nach Thailand, wo er in Chiangmai einen Vertrag beim Zweitligisten Chiangmai FC unterschrieb. Für Chiangmai bestritt er sieben Zweitligaspiele und schoss dabei sechs Tore. Zur Rückrunde 2022/23 wechselte er im Dezember 2022 zum Erstligisten BG Pathum United FC. Am 20. Mai 2023 stand BG das Endspiel des Thai League Cup. Das Finale wurde gegen Buriram United mit 2:0 verloren. Nach insgesamt elf Ligaspielen wurde sein Vertrag im Sommer 2023 nicht verlängert. Im Juni 2023 verpflichtete ihn sein ehemaliger Verein Chiangmai FC. Am Ende der Saison 2023/24 belegte er mit dem Klub den vierten Tabellenplatz und qualifizierte sich somit für die Aufstiegsspiele zur ersten Liga. Hier konnte man sich jedoch nicht durchsetzen. Im Sommer 2024 wurde dem Chiangmai FC die Lizenz für die zweite Liga verweigert. Im August 2024 nahm ihn der Erstligaaufsteiger Rayong FC unter Vertrag.

## Erfolge
KF Shkëndija
- Mazedonischer Fußballmeister: 2018, 2019
- Mazedonischer Fußballpokal: 2016, 2018

BG Pathum United FC
- Thailändischer Ligapokalfinalist: 2022/23